# Kalanchoe rolandi-bonapartei
Kalanchoe rolandi-bonapartei ist eine Pflanzenart der Gattung Kalanchoe in der Familie der Dickblattgewächse (Crassulaceae).

## Beschreibung

### Vegetative Merkmale
Kalanchoe rolandi-bonapartei ist eine robuste, ausdauernde Pflanze, die Wuchshöhen von bis zu 2 Meter erreicht und mit winzigen Haaren bedeckt ist, jedoch kahl erscheint. Ihre kräftigen Triebe sind aufrecht bis niederliegend, stark verzweigt und weisen einen Durchmesser von 3 bis 5 Millimeter auf. Die dunkel grünoliven Laubblätter sind gestielt bis sitzend. Der schlanke, breit stängelumfassende Blattstiel ist 1 bis 3,5 Zentimeter lang. Ihre eiförmig-längliche bis eiförmig-lanzettliche Blattspreite ist 5 bis 25 Zentimeter lang und 2 bis 7 Zentimeter breit. Ihre Spitze ist sehr stumpf, die Basis etwas herz- bis keilförmig und geöhrt. Der Blattrand ist gezähnt bis doppelt gekerbt-gezähnt.

### Generative Merkmale
Der  Blütenstand besteht aus lockeren Rispen. Er wird 6 bis 20 Zentimeter lang und trägt Brutknospen. Die hängenden Blüten stehen an schlanken, kahlen, 8 bis 12 Millimeter langen Blütenstielen. Der kahle Kelch ist grün bis braun rötlich. Die Kelchröhre ist 1 bis 3 Millimeter lang. Die eiförmigen bis dreieckigen, zugespitzten Kelchzipfel weisen eine Länge von 6 bis 7 Millimeter auf und sind 2,7 bis 3,2 Millimeter breit. Die röhrenförmige bis glockenförmige Blütenkrone ist gelbgrün, gelbrötlich bis orangefarben, rot liniert und leicht lang drüsenhaarig. Die zur Basis etwas vierkantige Kronröhre ist 10 bis 18 Millimeter lang. Ihre eiförmig, stumpfen Kronzipfel weisen eine Länge von 6 bis 8 Millimeter auf und sind 6 bis 7 Millimeter breit. Die Staubblätter sind unterhalb der Mitte der Kronröhre angeheftet und ragen leicht aus der Blüte heraus. Die nierenförmigen, gelben Staubbeutel sind etwa 1,6 Millimeter lang. Die mehr oder weniger rechteckigen, ausgerandeten Nektarschüppchen weisen eine Länge von etwa 1 Millimeter auf und sind 1,2 bis 1,6 Millimeter breit. Das eiförmig-lanzettliche Fruchtblatt weist eine Länge von 7,5 bis 8 Millimeter auf. Der Griffel ist 8 bis 12 Millimeter lang.

## Systematik und Verbreitung
Kalanchoe rolandi-bonapartei ist im Norden von Madagaskar auf Felsen verbreitet.
Die Erstbeschreibung durch Raymond-Hamet und Henri Perrier de La Bâthie wurde 1912 veröffentlicht.

## Nachweise